# Jesuitenkirche (Wien)

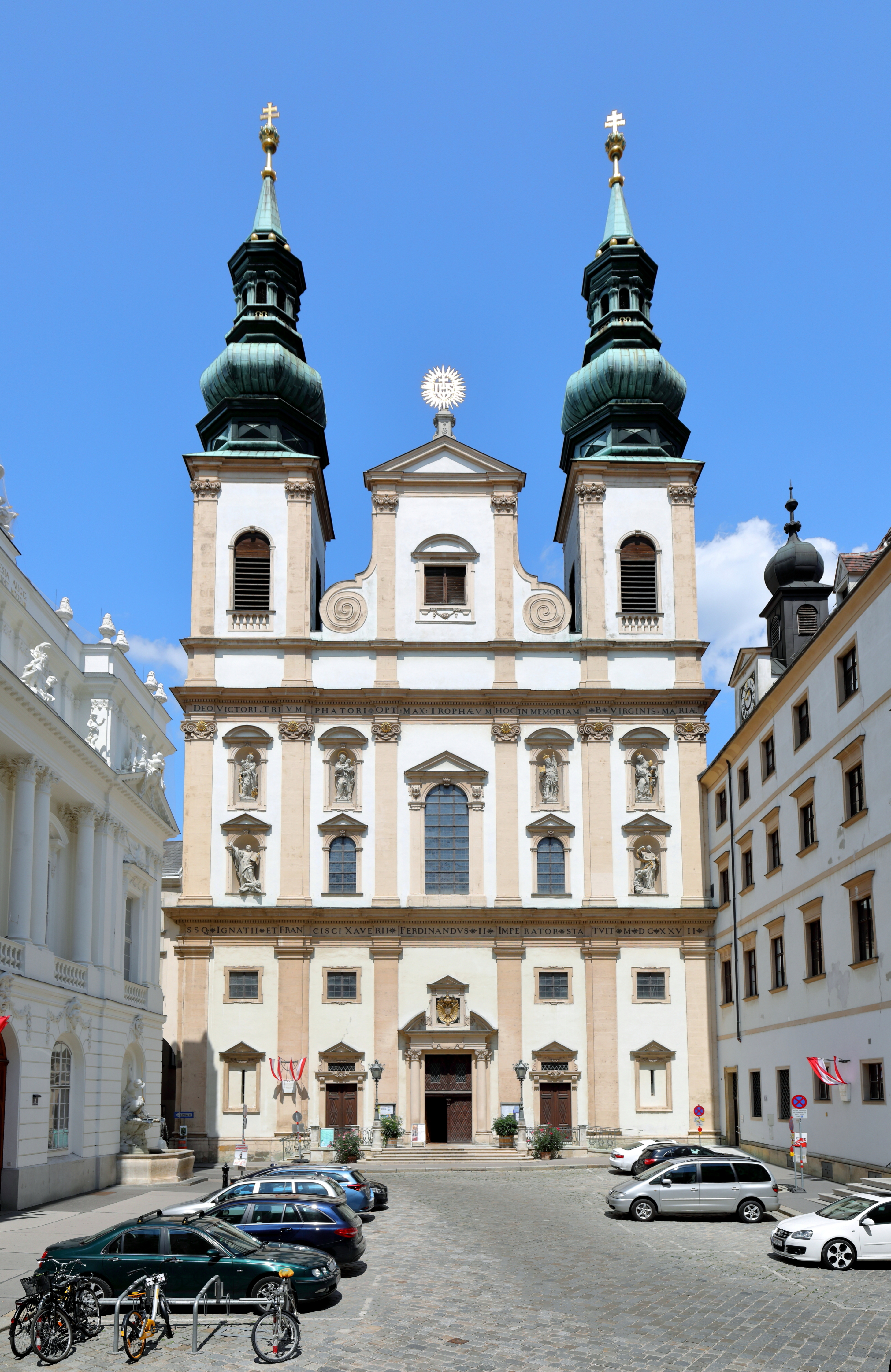
Jesuitenkirche in Wien (2018)

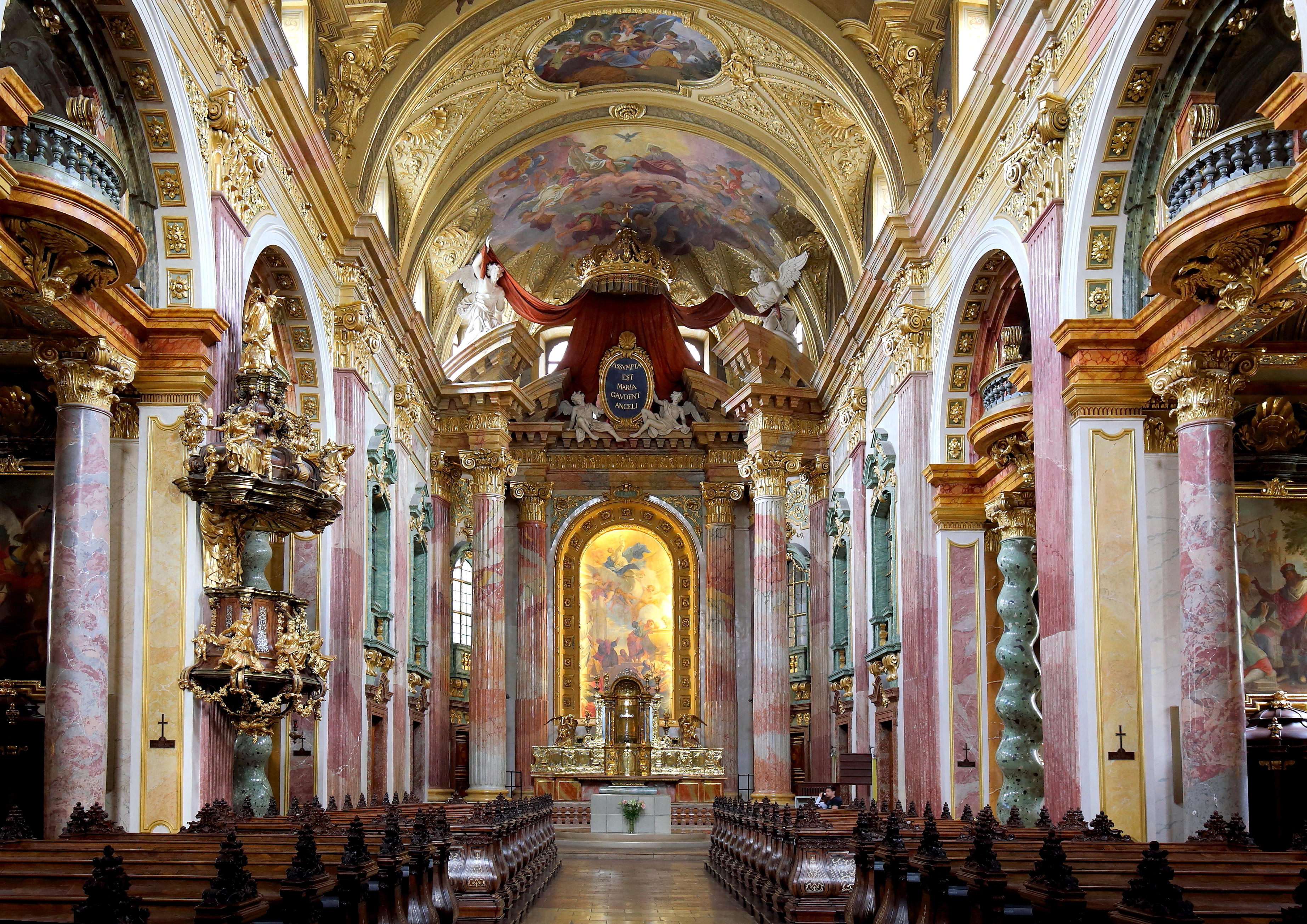
Innenansicht Richtung Hochaltar (2015)

Die Jesuitenkirche ist eine barocke römisch-katholische Kirche im 1. Wiener Gemeindebezirk, Innere Stadt. Sie befindet sich am Dr.-Ignaz-Seipel-Platz neben der Alten Universität, weshalb sie auch als Universitätskirche bekannt ist.

## Geschichte
Nachdem König Ferdinand I. die Jesuiten Mitte des 16. Jahrhunderts nach Wien holte, übergab er ihnen das Karmeliterkloster am Hof, da dieser Orden wegen der Reformation allmählich ausstarb.
Die Jesuiten waren schon über siebzig Jahre in Wien, als ihr florierendes Kolleg mit der Universität Wien vereinigt wurden, die Jesuiten erhielten die philosophischen und theologischen Lehrstühle an der Universität Wien, der noch heute bestehende Komplex der Alten Universität entsteht. In einem Flügel des Vierkanters errichteten die Jesuiten an der Stelle einer Kapelle, die dem heiligen Benedikt geweiht war, eine Kirche. Diese wurde von einem unbekannten Baumeister – zwischen 1623 und 1631 – in einfacher Ausstattung errichtet, entsprechend den Verhältnissen in der damaligen Kriegszeit. Geweiht wurde die Kirche den Jesuitenheiligen Ignatius von Loyola und Franz Xaver, gestiftet wurde sie von Kaiser Ferdinand II. Zur Unterscheidung von der Jesuitenkirche am Hof, der „Oberen Jesuitenkirche“, erhielt die neue Kirche die Bezeichnung „bei den unteren Jesuiten“.
1703 holte Kaiser Leopold I. den in Rom bereits berühmten Maler und Bildhauer Andrea Pozzo zur hochbarocken Umgestaltung der Kirche nach Wien. Der Jesuit Pozzo fügte die beiden Türme hinzu und brachte die Fassade in die gegenwärtige Form. Das Innere wurde ebenfalls opulent ausgestattet. Über den acht Seitenkapellen zog Pozzo Emporen ein, die miteinander verbunden sind und von geraden und geschwungenen Säulen, von Stuckmarmor überzogen, getragen werden. Die Orgel wurde in eine zweigeschoßige Empore über dem Eingang integriert. Ebenfalls von Pozzo stammt der Maria Himmelfahrt gewidmete Hochaltar.
Pozzo, vor allem für seine perspektivisch-illusionistische Malerei bekannt, dekorierte auch die Decke der Kirche. Besonders die Trompe-l’œil-Scheinkuppel vermag das Auge zu täuschen und dem Betrachter einen räumlich-realistischen Eindruck der Kuppel zu vermitteln. Im Boden des Langhauses ist ein Stein farblich markiert, von dem aus die Scheinkuppel am besten auf den Betrachter wirkt. Selbst über der mit Stoffen behangenen Marienkrone hat Pozzo einen Effekt eingebaut. So scheint es, dass das Kreuz auf der Krone von Händen, welche aus dem Deckenfresko herausragen, umklammert wird.
Nach der Aufhebung des Jesuitenordens ging die Kirche in den Besitz des Staates über. Nach der Wiederzulassung sind seit 1856 neuerlich Jesuiten in der Kirche tätig.
Unter der Kirche befindet sich eine Gruft, in der nach wie vor die verstorbenen Mitbrüder des Jesuitenklosters beigesetzt werden, so u. a. der 2013 verstorbene langjährige Rektor der Kirche P. Leo Wallner SJ und auch der 2013 verstorbene Philosoph Johannes Schasching. Die Gruft ist zu bestimmten Zeiten öffentlich zugänglich.

## Inneres
Hochaltar
Dieser bildet einen markanten Raumabschluss. Das Altarbild „Maria Himmelfahrt“ malte Andrea Pozzo, wobei er dem Apostel Andreas links unten seine eigenen Züge gab.
Linke Seitenaltäre
Das Altarbild der Kapelle der Philosophischen Fakultät (Katharinenaltar, links vom Eingang) stellt die „mystische Hochzeit der hl. Katharina von Alexandrien“ dar, das der Stanislauskapelle „Franz Borja empfängt Stanislaus Kostka in Rom“, das der Schutzengelkapelle „Schutzengel“ und das der Ignatiuskapelle „Die Aussendung des hl. Franz Xaver“.
Rechte Seitenaltäre
Das Altarbild der Kapelle der Theologischen Fakultät (Kreuzaltar; rechts beim Eingang) zeigt eine „Kreuzigung“, das der Annenkapelle „Anna, Maria und ein Engel“, das der Leopoldkapelle „Apotheose des hl. Leopold“ und das der Josefskapelle „Tod Josefs“. Alle acht Altarbilder der Seitenkapellen kommen aus der Werkstatt Andrea Pozzos.
Kanzel

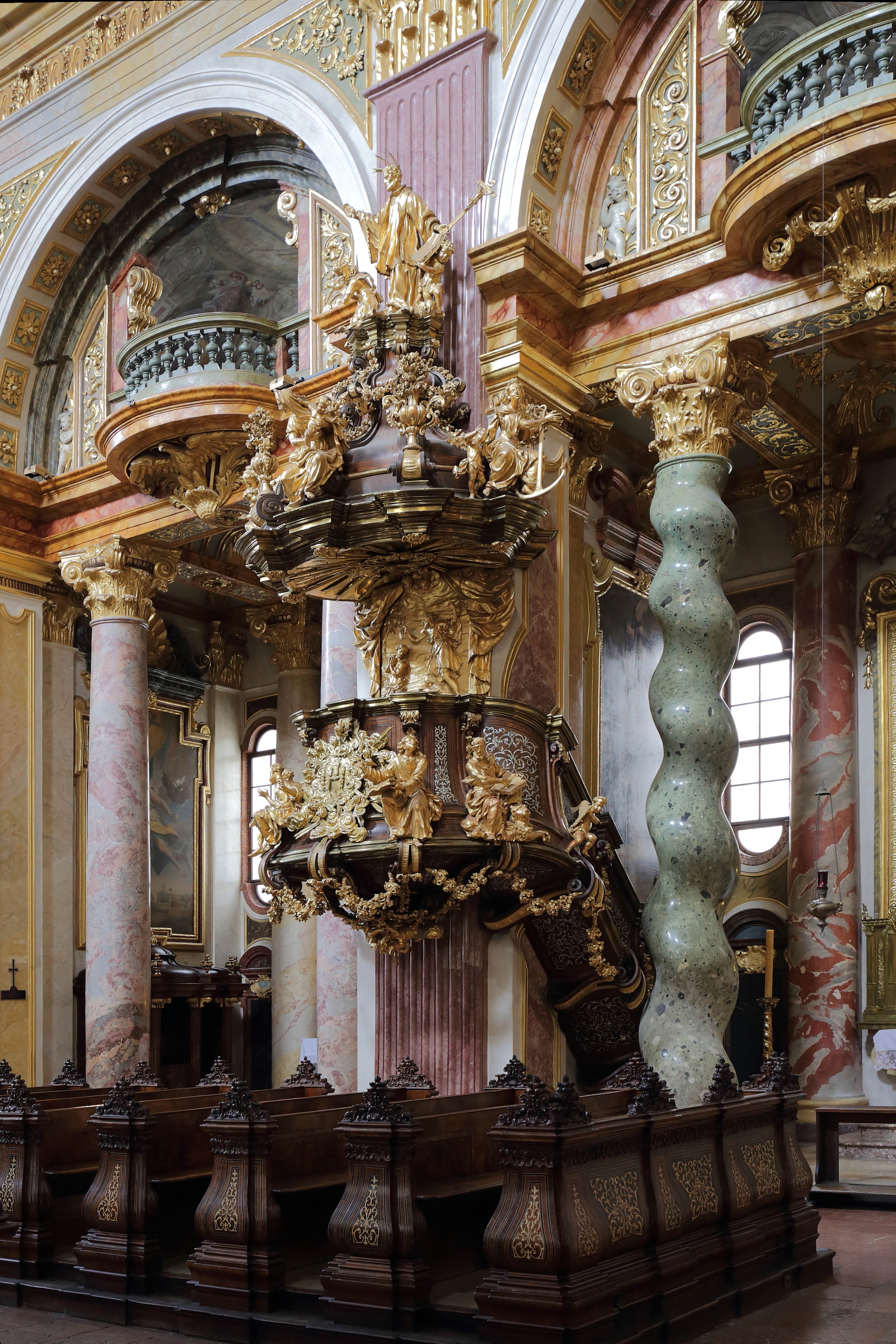
Kanzel der Jesuitenkirche (2015)

Die Kanzel aus Nussholz ist ein Werk vom Anfang des 18. Jahrhunderts. Am Kanzelkorb sind die vier Evangelisten dargestellt, auf dem Schalldeckel die allegorischen Figuren Glaube, Hoffnung und Liebe. Die Bekrönung bildet die Statue des heiligen Franz Xaver, der einen Heiden tauft. Die Einlegearbeit besteht aus Perlmutt.
Fresken im Gewölbe
Zentral im zweiten und dritten Joch befindet sich die Scheinkuppel mit der Darstellung Gottvaters. Die Fresken im ersten Joch zeigen den „Kampf der Engel“, im vierten die „Engelchöre“, über der Empore die „Anbetung der Hirten“ und darunter „Glaube, Hoffnung, Liebe“. Im Presbyterium ist das Thema „Rast der Heiligen Familie auf der Flucht“ und über dem Hochaltar die „Trinität“. Die Fresken des Langhausgewölbes sind Kopien nach Andrea Pozzo von Johann Peter Krafft aus dem Jahr 1827, sie wurden 1899 überarbeitet.

### Orgel
Die Orgel wurde 2003 bis 2004 von dem Freiburger Orgelbauer Hartwig Späth erbaut. Das Instrument hat 41 Register (2745 Pfeifen) auf drei Manualen und Pedal. Die Disposition orientiert sich an französischen romantischen Orgeln im Stile von Aristide Cavaillé-Coll, insbesondere an der Orgel von 1880 in St. François-de-Sales in Lyon. Die Spieltrakturen sind mechanisch, der Spieltisch ist einem Cavaillé-Coll-Spieltisch nachempfunden.

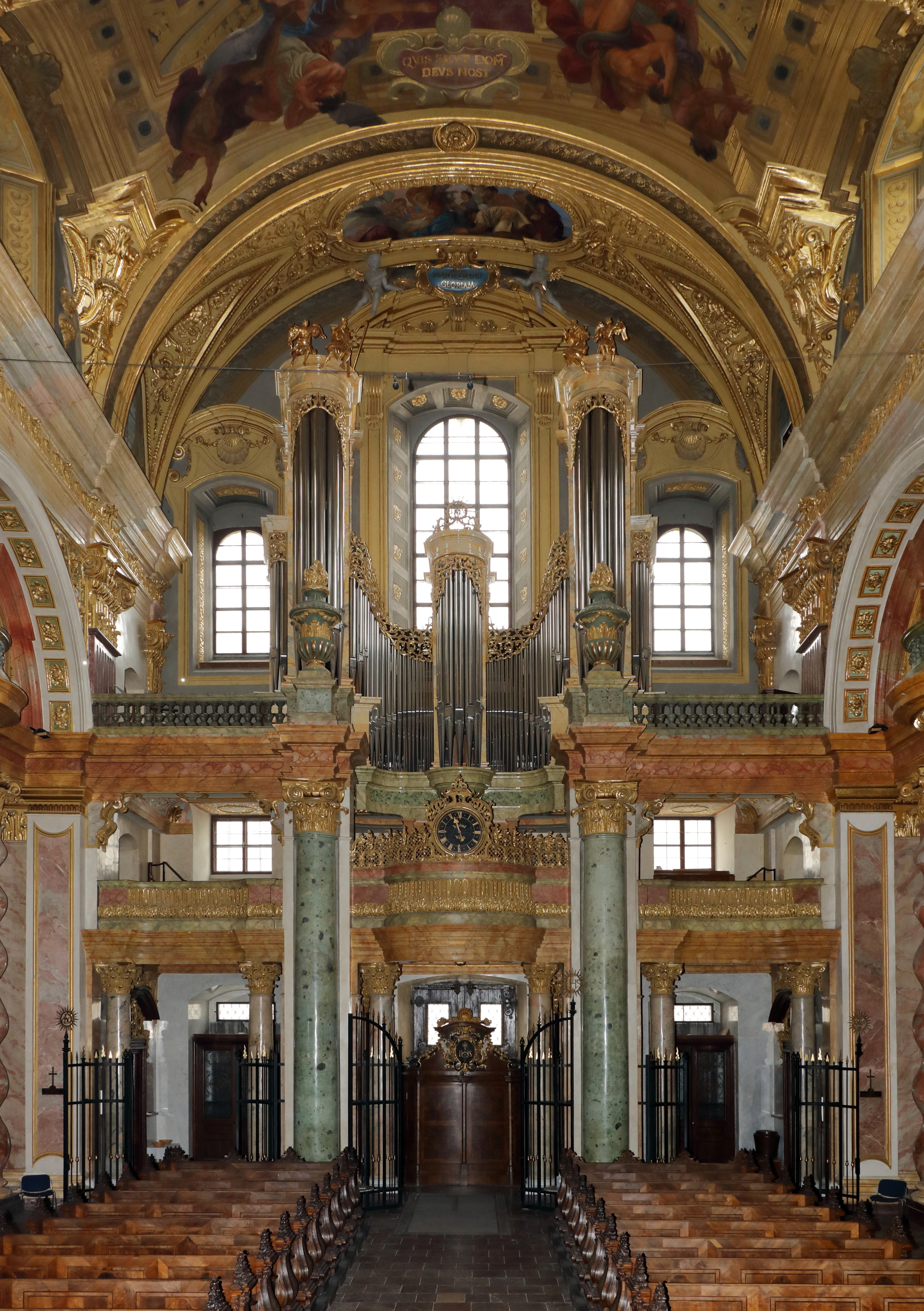
Zweigeschoßige Empore mit der rd. 12 Meter hohen Orgel (2021)

Das Orgelgehäuse, das sich mit einer Höhe von über 12 Metern über zwei Emporen erstreckt, ist ebenfalls neu erbaut worden, wobei in weiten Teilen Elemente des historischen Gehäuses verwandt wurden.
| I Grand Orgue C–g3 |                  |     |
| 1.                 | Montre           | 16′ |
| 2.                 | Montre           | 8′  |
| 3.                 | Flûte harmonique | 8′  |
| 4.                 | Bourdon          | 8′  |
| 5.                 | Violoncelle      | 8′  |
| 6.                 | Prestant         | 4′  |
| 7.                 | Doublette        | 2′  |
| 8.                 | Cornet V (ab g0) | 8′  |
| 9.                 | Fourniture V     | 2′  |
| 10.                | Bombarde         | 16′ |
| 11.                | Trompette        | 8′  |

| II Positif C–g3 |                    |        |
| 12.             | Diapason           | 8′     |
| 13.             | Cor de nuit        | 8′     |
| 14.             | Salicional         | 8′     |
| 15.             | Unda maris (ab c0) | 8′     |
| 16.             | Prestant           | 4′     |
| 17.             | Flûte douce        | 4′     |
| 18.             | Nazard             | 2 ⁄3′  |
| 19.             | Quarte de Nazard   | 2′     |
| 20.             | Tierce             | 1 3⁄5′ |
| 21.             | Plein Jeu IV       | 1 ⁄3′  |
| 22.             | Clarinette         | 8′     |

| III Recit expressif C–g3 |                      |       |
| 23.                      | Bourdon doux         | 16′   |
| 24.                      | Flûte traversière    | 8′    |
| 25.                      | Bourdon              | 8′    |
| 26.                      | Viole de Gambe       | 8′    |
| 27.                      | Voix céleste (ab c0) | 8′    |
| 28.                      | Flûte octaviante     | 4′    |
| 29.                      | Voix humaine         | 8′    |
| 30.                      | Basson et Hautbois   | 8′    |
| 31.                      | Octavin              | 2′    |
| 32.                      | Carillon III         | 2 ⁄3′ |
| 33.                      | Trompette harmonique | 8′    |
| 34.                      | Clairon harmonique   | 4′    |

| Pédale C–f1 |                  |     |
| 35.         | Basse acoustique | 32′ |
| 36.         | Contrebasse      | 16′ |
| 37.         | Soubasse         | 16′ |
| 38.         | Flûte            | 8′  |
| 39.         | Bombarde         | 16′ |
| 40.         | Trompette        | 8′  |
| 41.         | Clairon          | 4′  |

- Koppeln:
  - Normalkoppeln: II/I, III/I, III/II, I/P, II/P, III/P
  - Suboktavkoppel:: III/I

## Bildergalerie

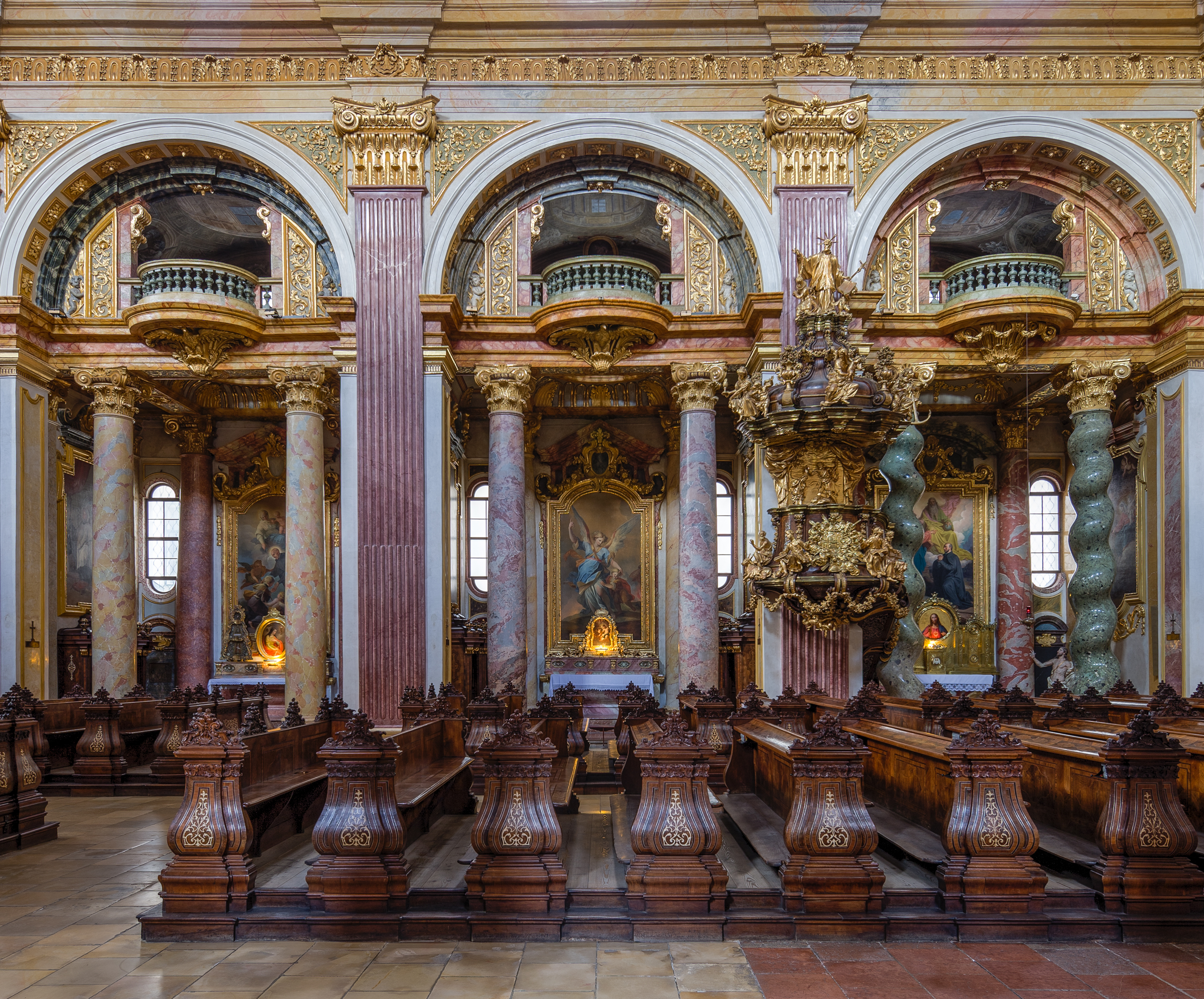
Linke Seitenaltäre und Kanzel
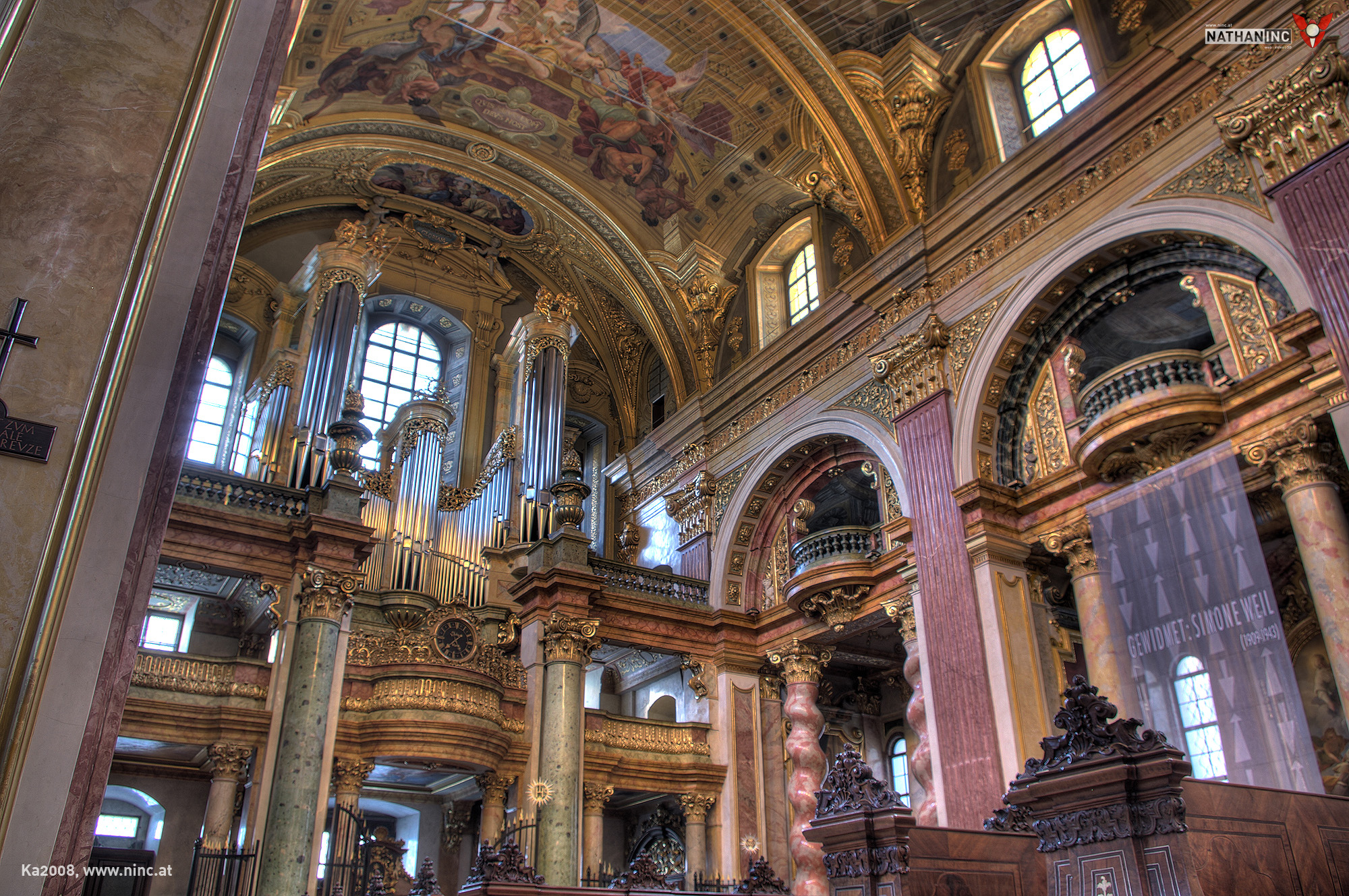
Orgel (HDRI)
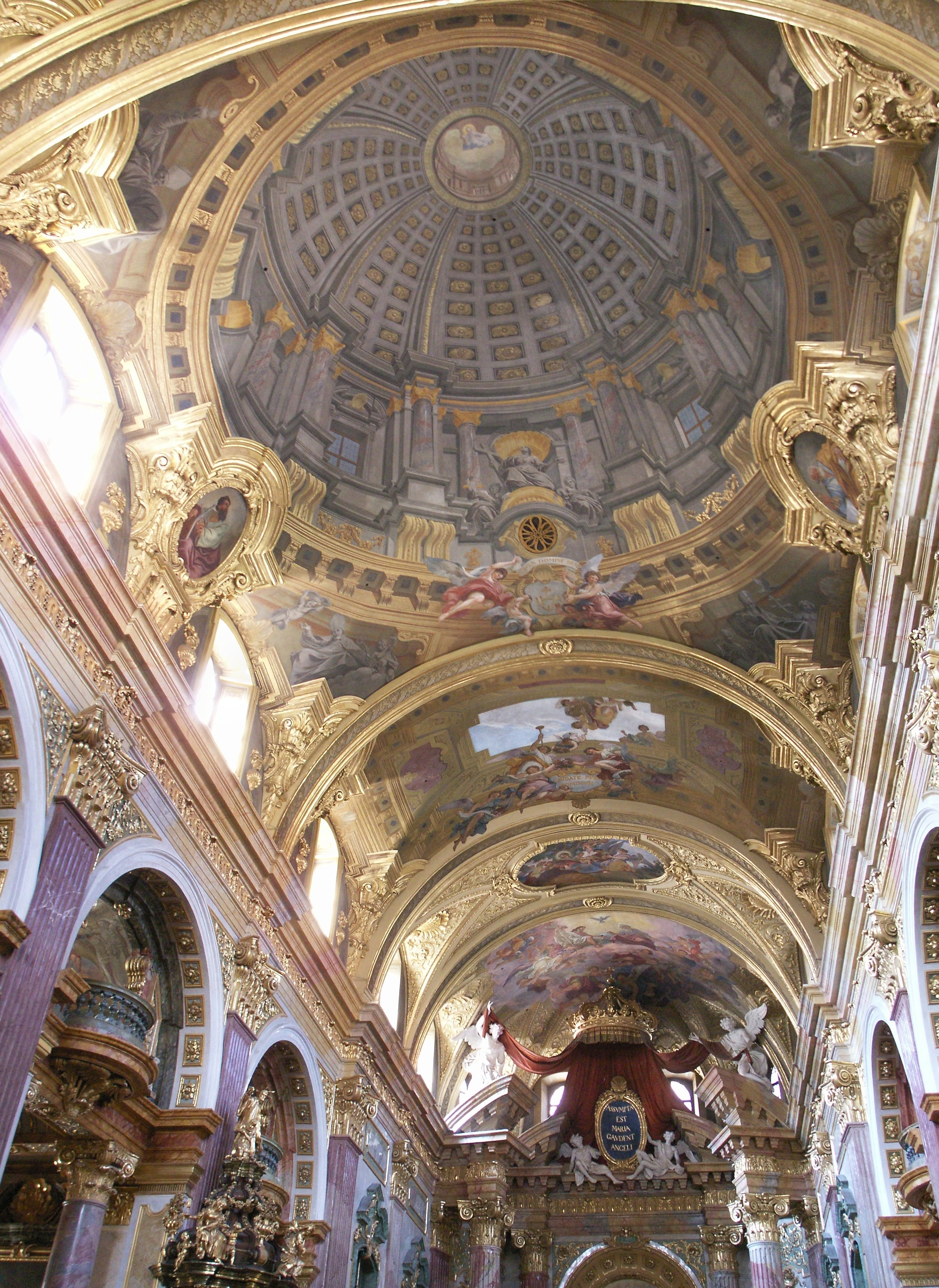
Innenansicht mit Scheinkuppel
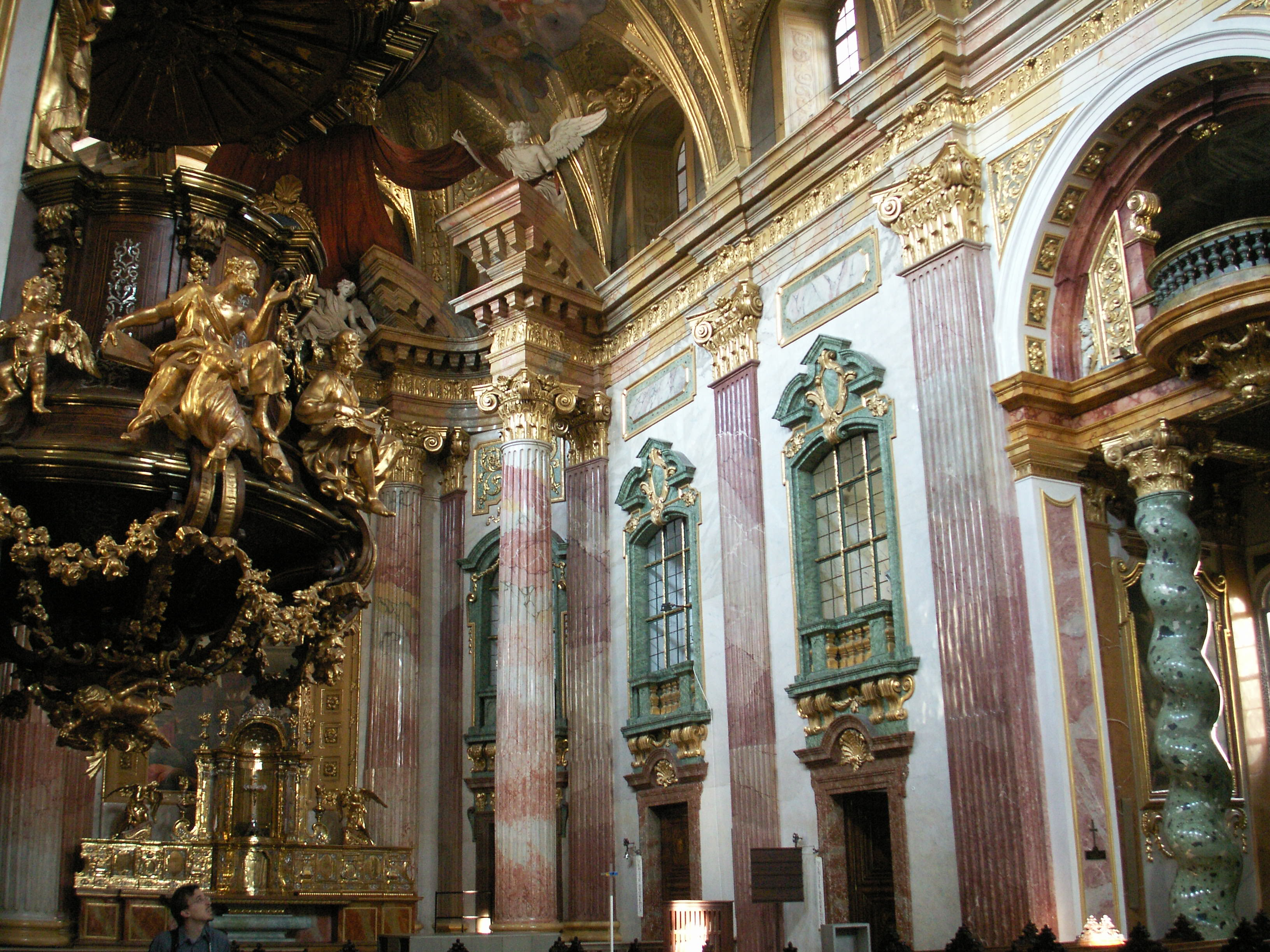
Kanzel, Chor